# Goondnomdanepa
Goondnomdanepini
Tribu
Synonymes
- Goodnomdanepini Lansbury & Woodward, 1974[1]

Genre
Synonymes
- Goodnomdanepa Lansbury & Woodward, 1974[1]

Goondnomdanepa est un genre d'insectes aquatiques de l'ordre des hémiptères, de l'infra-ordre des hétéroptères (punaises), et de la famille des Nepidae. Il est endémique d'Australie, et c'est à ce jour le seul genre de la tribu des Goondnomdanepini.

## Description
Par contraste avec les autres Nepidae australiens, Goondnomdanepa se caractérise par des parasternites (segments abdominaux latéraux) cachés par l'enroulement latéral de l'abdomen (comme chez les autres Ranatrinae), par des hanches médianes séparées par plus d'un diamètre de l'une d'elles et par un corps aplati (comme Austronepa, et contrairement à Ranatra et à Cercotmetus), par un pronotum plus large au milieu que long dans sa partie humérale, et par un sillon dans le fémur antérieur faisant presque toute la longueur de celui-ci (sillon destiné à recevoir le tibia). Ce fémur porte un tubercule proéminent à sa base. Les hanches antérieures sont courtes et robustes. Le siphon respiratoire est relativement court (environ un quart de la longueur du corps). La tête est légèrement plus étroite que l'avant du pronotum. La membrane est parcourue par de nombreuses veines formant un motif réticulé. Ils mesurent de 10 à 17,5 mm de long,.
Par son corps plat et légèrement ovale (plutôt que fin et allongé et de section semicirculaire, comme les Ranâtres), il rappelle plus les Nepinae que les Ranatrinae, tout en faisant partie de ces derniers.

## Répartition et habitat
Ce genre est endémique d'Australie, dans les régions du Territoire du Nord et de l'Australie occidentale,,.
On le rencontre sous des cailloux, dans des cours d'eau peu profonds, apparemment uniquement des eaux lotiques,.

## Biologie
Il s'agit d'espèces prédatrices, comme les autres Nepidae. Leur biologie n'est pas mieux connue.

## Systématique
La découverte et la description de ce genre, par Ivor Lansbury, a bouleversé la classification des Nepidae en 1974, car il présente des caractères relevant aussi bien des Ranatrinae que des Nepinae et de différentes tribus dans les définitions d'alors, celles de Arnold S. Menge et Lionel Alvin Stange (d) de 1964. Lansbury a ainsi créé une nouvelle tribu, Goondnomdanepini, pour recueillir ce genre, et révisé les critères de définition des tribus préexistantes et des deux sous-familles pour correspondre à ces nouveaux éléments. Les Goondnomdanipini ont été placés dans les Ranatrinae.
Après la description de la première espèce en 1974, G. weiri, espèce type du genre, deux autres espèces ont été décrites par le même Lansbury en 1978.

### Étymologie
Le nom de genre donné par Lansbury est formé à partir du mot aborigène « Goondnomda », signifiant « eau coulant sur des cailloux », le milieu particulier de ces nèpes, alors que les autres espèces de cette famille habitent généralement des eaux lentiques (non courantes). 

### Liste des espèces
Selon BioLib (4 février 2023) :
- espèce Goondnomdanepa brittoni Lansbury, 1978
- espèce Goondnomdanepa prominens Lansbury, 1978
- espèce Goondnomdanepa weiri Lansbury, 1974